# Luis Ortiz (empresario)
Luis Ortiz Martínez (San Pedro del Romeral, España; 1889 - Saint-Dizier, Francia; 1948) fue un empresario español-francés y una personalidad importante en el patrimonio industrial de Cantabria, gracias a la fundación de su empresa «Glaces Ortiz» que luego se convirtió en la multinacional de helados «Miko».

## Biografía

### Infancia
Luis Ortiz Martínez nació el 14 de febrero de 1889 en San Pedro del Romeral, un pueblo de la Cordillera Cantábrica, en el barrio llamado «La Sota». Forma parte de la comunidad de «pasiegos», naturales del norte de España, muy frecuente en Cantabria. En esta región, viven principalmente del ganado, pero también de la venta de productos lácteos (queso, mantequilla ..), lo que permitió formar a Luis Ortiz, trabajando con sus padres José Ortiz Martínez dentro de la finca familiar. No sabemos mucho de la niñez de Luis Ortiz, excepto que durante ese período la región conoció duras condiciones climáticas, además de epidemias, así como las guerras carlistas que provocaron una crisis en la región.

### Emigración a Francia

#### Cruce de los Pirineos y primeras instalaciones
Las difíciles condiciones de vida en los valles cantábricos impulsaron la marcha de muchos jóvenes, al igual que Luis Ortiz. En 1905 cruzó los Pirineos con la esperanza de mejorar su situación y trabajó primero como « barquillero » en Marsella y luego en la Costa Azul. A partir de 1905, pues, llevaba muy a menudo a la espalda un enorme cilindro lleno de gofres y proponía una lotería, juego popular entre los niños. Las recompensas de esta lotería podían variar desde uno hasta tres gofres. Originalmente vendía helados a niños en parques públicos, y su negocio resultó rentable. Fue el comienzo de su negocio de helados, vendiendo productos según las estaciones : helados en verano y castañas en invierno. En 1911 decidió dejar el sur de Francía para ir a París. Luego trabajó en una fábrica de vidrios en Clichy mientras seguía vendiendo helados en las plazas.

#### Requisa durante la Primera Guerra Mundial
Tras ser expulsado en 1914, finalmente fue requisado durante la Primera Guerra Mundial para trabajar en los astilleros de Rochefort-sur-Mer. Allí realizó tareas muy físicas, entre la que se destacó su participación en la construcción de embarcaciones de hormigón, cargando bolsas de hormigón para verterlas en el casco. Cuando tenía días libres seguía vendiendo gofres y helados como cuando era más joven en España.

#### Instalación en Saint-Dizier
Después de viajar por Francia durante varios años, partió hacia el este del país, a Nancy, y acabó reuniéndose con su primo que vivía en Bar-le-Duc, pero abandonó la ciudad en 1921, prefiriendo el departamento de Haute-Marne y Saint-Dizier. Esta ciudad le pareció propicia para la instalación de su oficio a falta de competencia, y para dominar el mercado en los municipios vecinos. La ciudad se convertiría hasta hoy en la sede de Miko, y marco del deslumbrante desarrollo de la empresa Ortiz.

### Fundación deGlaces Ortiz
En 1922, afectada por la crisis, su pequeña firma de helados se desarrolla con dificultad y no consigue abrirse nuevas perspectivas económicas. Luis Ortiz decidió crear su propio mercado llamado « Les glaces Ortiz ». También se inspira en la tradición del « sherbet », gofres rellenos de helado, que vende con otros productos, siempre a base de helados o productos lácteos. Para seguir haciendo funcionar su comercio, Luis Ortiz decidió utilizar un triciclo para distribuir sus productos, lo que suscitaba curiosidad entre los « Bragards (gentilicio de los oriundos de Saint-Dizier) » . También aprovechó todas las oportunidades que ofrecía la ciudad de Saint-Dizier utilizando el cine (hay cinco salas repartidas por la ciudad) para aumentar su clientela y desarrollar sus productos. El éxito es inmediato, y pronto, los Ortiz recorren el territorio, vendiendo helados durante los acontecimientos que tienen lugar en la región. A pesar de este primer éxito, Luis no descansa y sigue trabajando con la esperanza de desarrollar su comercio en toda Francia. Para ello, recorre durante los fines de semana las carreteras del país en busca de nuevas clientelas: fiestas caritativas, kermeses, bailes, concurso de pesca, etc. Fue entonces cuando la empresa se convirtió en un verdadero negocio familiar, en el que sus hijos se involucraron mucho. Paralelamente a esta actividad, la familia Ortiz desarrolla la venta de productos lácteos (mantequilla, quesos ..) que multiplican las fuentes de ingresos.

### Miko
Fue en 1930 cuando Louis, el primogénito, lanzó el negocio Miko. En 1931 compró un tostador, para complementar su actividad con la venta de cacahuetes tostados, que la familia ofrecía en los cafés, desde Chaumont hasta Vitry-le-François. Posteriormente, Luis moderniza la empresa mediante la compra de material. También será entonces cuando decidirá trabajar con artistas locales para realizar anuncios que permitirán a la marca lograr mayor visibilidad en la ciudad.

### Segunda Guerra Mundial
Al comienzo de la Segunda Guerra Mundial, el negocio seguía siendo en gran parte artesanal; logró mantener su actividad gracias a los asignaciones de leche y azúcar que podía proporcionar la Confederación Nacional de las Heladerías de Francia. En septiembre de 1944, mientras Francia era liberada gradualmente por las fuerzas aliadas, los hermanos Ortiz fueron repatriados a Saint-Dizier con su familia, pudiendo así lanzar de nuevo el negocio de venta de helados. Durante ese período, pasaron por la ciudad de Saint Dizier muchos soldados estadounidenses, grandes consumidores de lo que llamaban “ice cream”. Entre ellos había muchos puertorriqueños y mexicanos, a menudo originarios de España. Fue une bendición para los hermanos Ortiz, que lograban comunicarse fácilmente con ellos en español y luego encontrar clientes habituales entre el ejército estadounidense desplegado en Haute-Marne. La compañía incluso llegó a lanzar en paracaídas helado para los soldados estacionados en Bastogne el día de Navidad de 1944. Llegaron así a un trato con ella: los norteamericanos obtendrían su helado de forma gratuita, pero a cambio proporcionarían los bienes necesarios para la fabricación de dulces (palitos, sabores, máquinas ..) y darían cantidades suficientes de comida para los civiles. Gracias a ello, la actividad de la familia Ortiz se desarrolla, y consigue el mejor helado que jamás saliera de sus talleres gracias a materias primas importadas de Estados Unidos, reproduciendo a la perfección helados del otro lado del Atlántico. Porque además de este ventajoso intercambio, la intervención del ejército estadounidense también permitirá a la familia fabricar su helado con más rigor. A lo largo de este período, es un mayor del ejército estadounidense quien supervisa la maniobra, centrándose en particular en la higiene y las condiciones en las que se crea el helado. Joseph Ortiz dirá más adelante que efectivamente fue en ese momento cuando pudieron desarrollar buenos hábitos de trabajo. Por esa época los Ortiz lograron comprar máquinas en Dinamarca para automatizar su producción. Con este nuevo paso, la empresa familiar abre sus puertas a nuevos miembros, contratando a dos empleados en 1940, y luego a varios más con la Liberación. El período americano de los Ortiz pudo así dar un nuevo impulso a su empresa, dándoles una idea del extraordinario potencial de los helados en palito (polos).

### Vida familiar

#### Casamiento e hijos
Luis Ortiz se casó en 1911 con Mercedes Martínez. De esta unión nacerá una hija, que morirá a los cinco años, y cinco hijos. Los dos primeros, Louis y Juan, nacieron en 1913 y 1914. Vidal, André y José nacieron unos años después en 1918, 1920 y 1922. Fueron ellos quienes posteriormente se hicieron cargo del negocio familiar.

#### Muerte y homenaje
Luis Ortiz Martínez murió en Saint-Dizier el 11 de enero de 1948, a la edad de 58 años de cirrosis hepática como resultado del consumo excesivo de alcohol. Fue así como el fundador de los helados Ortiz nunca pudo conocer el deslumbrante éxito nacional de la empresa Miko, cuya gestión y desarrollo estará a partir de entonces en manos de sus hijos. Uno de los colegios de Saint-Dizier lleva ahora su nombre, el colegio Luis Ortiz, para rendir homenaje a él y a su familia.